# Rami Shaaban
Rami Shaaban (arabe : رامي شعبان) (né le 30 juin 1975 à Stockholm) est un joueur de football suédois.

## Biographie
Sa mère est finlandaise, son père égyptien et son grand-père bulgare. 
Ce gardien de but joue actuellement pour Hammarby IF en Suède. Possédant trois nationalités, il a choisi d'évoluer avec l'équipe de Suède avec laquelle il a fêté sa première sélection le 25 mai 2006 contre la Finlande. Shaaban est sélectionné pour représenter la Suède à la Coupe du monde 2006 en tant que troisième choix de gardien, après Andreas Isaksson et John Alvbåge. 
En 2002, Shaaban signa pour Arsenal, mais il joua seulement cinq fois en deux saisons, à cause de blessures répétées, dont une jambe cassée, et de la concurrence avec David Seaman. Il fut prêté à West Ham United en 2004 sans jouer, et finalement fut transféré à Brighton en 2004, alors dans la Football League Championship, avant de signer pour Fredrikstad FK dans la Tippeligaen, pour laquelle il joue à présent.

## Carrière
- 1995-1998 Zamalek  Égypte
- 1998-2002 : Djurgårdens IF  Suède
- 2002-2004 : Arsenal  Angleterre
- 2004 : West Ham  Angleterre
- 2004-2005 : Brighton and Hove Albion  Angleterre
- 2005-2008 : Fredrikstad FK  Norvège
- 2008- : Hammarby IF  Suède

## Palmarès
Djurgårdens IF
- Champion de Suède (1) : 2002

 Fredrikstad FK
- Champion de Norvège (1) : 2006